# Coniocompsa smithersi
Coniocompsa smithersi är en insektsart som beskrevs av Meinander 1972. Coniocompsa smithersi ingår i släktet Coniocompsa och familjen vaxsländor. Inga underarter finns listade i Catalogue of Life.